# إل بونت دي فيلومارا إ روكافورت
بلدية البونت دي بيلومارا إي روكافورت (بالكاتالانية: el Pont de Vilomara i Rocafort) هي إحدى بلديات مقاطعة برشلونة، والتي تقع في منطقة كاتالونيا، شرق إسبانيا.
يبلغ عدد سكانها 3.521 نسمة وفقاً لإحصائية سنة (2007).

## أعلام
- جوناثان سوريانو